# Olivier Royant
Pour les articles homonymes, voir Royant.
Olivier Royant, né le 16 juillet 1962 à Paris 15e et mort le 30 décembre 2020 à Levallois-Perret, est un journaliste français, directeur de la rédaction de l'hebdomadaire Paris Match.

## Biographie
Né à Paris 15e le 16 juillet 1962, Olivier Royant fait ses études à l'Institut d'études politiques de Paris, et à l'Université Columbia à New York, où il obtient une maîtrise en administration des affaires.
Il commence sa carrière de journaliste à la radio, notamment à Radio Gilda. Il entre à Paris Match en 1985, où il est successivement grand reporter, correspondant aux États-Unis, puis directeur adjoint de la rédaction en 1998, avant de devenir le 24 juillet 2006 directeur de la rédaction, à la suite de l'éviction d'Alain Genestar.
Son épouse, Delphine Royant, est éditrice de Vogue Paris.
Olivier Royant meurt des suites d'une longue maladie durant la nuit, le 30 décembre 2020 à Levallois-Perret, il avait 58 ans,.

## Publications
- Avec Alain Genestar, Le XXe siècle de Paris Match, Éditions France loisirs, 2002,  (ISBN 9782744136757).
- Avec Jean-François Chaigneau et Gérard Gery, Images de cataclysmes, Filipacchi, 2002,  (ISBN 9782850186929).
- Avec Jean-Pierre Bouyxou, Dans les coulisses de Cannes, Glénat - Paris Match, 2010,  (ISBN 272347609X).
- Avec Jean-François Chaigneau et Joseph Laredo, In the Studio: Artists of the 20th Century in Private and at Work, Edition Olms, 2012,  (ISBN 9783283012151).
- John, le dernier des Kennedy, 2018, éd. de l'Observatoire  (ISBN 9791032901953)et en livre de poche, Harper-Collins, 2021  (ISBN 9791032901953).